# Ан-пан
Ан-пан(яп. あんパン} — японська солодка випічка, зазвичай заповнена пастою із бобів адзукі. Крім адзукі, начинкою може бути паста з білих бобів (сіро-ан), з кунжута (гома-ан) і каштана (курі-ан).

## Історія
Вперше зготований в 1875 році у періоду Мейдзі самураєм Ясубеєм Кімурою, що втратив роботу через створення Імперської армії і скасування класу самураїв як такого. Японія стрімко озахіднювалась, багатьом самураям дали роботу, яку вони ніколи до того не виконували. Робота пекаря — одна з таких нових західних професій.
Одного разу Ясубей прогулювався в районі, де працювали японці, які обрали собі західні професії. Там Ясубей зустрівся з молодим пекарем. Ясубей відчинив пекарню «Бунейдо» (яп. 文英堂 бунейдо:, дослівно «храм західної культури»).
У 1874 році він переїхав в Гіндзу і перейменував пекарню в Кімурая (яп. 木村屋, «заклад Кімури»). В цей час в Японії вміли пекти тільки солений хліб, який не підходив до японських кулінарних смаків. Ясубей постарався зробити більш «японський» хліб, взявши за основу тісто для мандзю. Для начинки Ясубей вибрав вагасі — анко. Ан-пан став дуже популярним, не тільки завдяки смаку, але і через бажання народу спробувати все нове і сучасне.
Пізніше поціновувач ан-пана Такаюкі Ямаока, мажордом імператора Мейдзі, попрохав сьогунат Токугава, правителів Японії до періоду Мейдзі, піднести імператору ан-пан. Пекарня Ясубея виготовила ан-пан, який дуже сподобався імператору. Він навіть попросив Ясубея щоденно пекти ан-пан для нього.

## Вплив на японську культуру
В аніме Anpanman розповідається про супергероя з головою з ан-пана.
Героїня Clannad Нагіса дуже любить ан-пан.
Ім'я героя EarthBound доктора Андонатса походить від назви пундиків з анко.